# Šubić II. Mladen
Bribiri Šubić II. Mladen (horvátul: Mladen II. Šubić Bribirski, 1270 – 1341) a 13. és 14. század fordulóján élt, a Šubić nemzetségből származó horvát főnemes, aki 1316 és 1322 között horvát bán, 1304 és 1322 között bosnyák bán, 1312 és 1322 pedig Bosznia ura volt. Apját, Šubić Pált követte a báni és tartományúri tisztségben, tovább szilárdította a Šubićok hatalmát, Boszniában pedig és Kotromanić István az ő uralma alatt irányította az országot. Későbbi uralma azonban a Šubićok meggyengülését jelentette, és és 1322-ben a dalmát városok a horvát nemesség lázadásával ért véget. Végül mindez Mladen hatalomvesztéséhez és I. Károly magyar király általi bebörtönzéséhez vezetett, akit korábban más urak segítségével éppen a Šubićok segítettek trónra Magyarországon. Mladen folytatta az állami és igazságügyi intézmények fejlesztését, és de facto uralma a horvátországi lovagi kultúra további fejlődéséhez vezetett.

## Családja
Apjának, Šubić Pálnak második feleségétől, Ursától négy fia született. Ursa 1303-ban halt meg. A haláláról szóló krónikában a horvátok bénaként említették.
Mind a négy fiának jelentős pozíciókat és birtokokat adott. Legidősebb fia II. Mladen, Dalmácia hercege, Zára grófja és Bosznia bánja, apja utódjaként pedig Horvátország bánja és Bosznia ura volt. Feleségül vette Helenét, az Anjou-ház rokonát. Apja halála után Mladen megtartotta magának a bosnyák bán és a Hum ura címet, és csak testvérét, II. Györgyöt, Pál második fiát engedte magasabb poziciókba. A másik két testvér Šubić V. Gergely és Šubić II. Pál volt.

## Élete

### Korai évek
Mladen II Šubić a bribiri I. Šubić Pál legidősebb fia volt. Apja a 13. század végén és a 14. század elején a leghatalmasabb horvát nemes volt. Mladen születési dátumát illetően nem állnak rendelkezésre feljegyzések, de feltételezik, hogy 1270 körül született. 1303-ban Scardona grófja, 1304-ben Hum uraként említik. Nagybátyja, Šubić I. Mladen bosnyák bán 1304-ben bekövetkezett halála után apjának, Šubić Pálnak magának kellett hadsereget vezetnie, hogy leverje az ellenállást Boszniában, majd 1305-ben felvette az „egész Bosznia ura” (totius Bosniae dominus) címet, a báni címet pedig átadta Mladennek. Amikor Zára városát elfoglalta a velenceiektől, a város polgársága Mladent Zára hercegévé választotta, és felvette a „Dalmácia hercege” címet is. Csapatai részt vettek a várost visszafoglalni próbáló Velencei Köztársaság elleni későbbi csatában is. Bánként apja uralma alatt kormányzott Boszniában, de Pál 1312-ben bekövetkezett halála után Boszniában és Horvátországban bonyolultabbá vált a helyzet.

### A hatalom csúcsán
Šubić Pál 1312. május 1-jén bekövetkezett halála után apját horvát bánként követte, és egy Horvátországot, Boszniát, Zahumljét és a dalmát városokat magában foglaló, erős alapokra épített uralmat örökölt. Felesége, Helen, az Anjou királyi ház rokona volt, és Mladen már házassági szerződéseket is kötött gyermekeinek Gorizia grófjaival, akik értékes szövetségesek lehettek egy a Velencei Köztársaság elleni háborúban.
Mladen nagymértékben meggyengítette a velenceiek Zára elfoglalására irányuló kísérleteit azzal, hogy megvásárolta zsoldosaik vezetőjét, ami nagymértékben csökkentette a szárazföldi potenciáljukat. 1313 szeptemberében azonban megengedte, hogy Zára visszatérjen Velencéhez, azzal a feltétellel, hogy jelentős autonómiát biztosít a városnak. Lemondott zárai hercegi címéről és 1314-ben Giovanni Superancio dózsétől testvéreivel együtt megkapta velencei polgárjogot.  Ezzel erős és stabil kapcsolatokat létesített a várossal, Velencével pedig megteremtette a status quo-t.
Az uralma elleni első lázadás 1315 tavaszán tört ki először, amikor Trau város kapitánya és podestája Matteo Zori egy a városon belüli konfliktus során kiutasította a Mladen híveinek számító Andreis család tagjait. Bár ez közvetlenül nem volt Mladen uralma ellen irányuló cselekmény, a kiutasított megkapta Mladen támogatását, aki ennek eredményeként ellenségesen lépett fel. Arra kérte a várost „hogy küldjön neki egy üres papírlapot, amelyre ráírja, hogy mit akar a várostól”, továbbá küldjön negyven túszt, amelyet a városi tanács elutasított. Félve Mladen haragjától, a városi tanács úgy döntött, hogy elpusztítja a város falain kívül álló kolostort, hogy nehogy katonai bázisként szolgáljon a város elleni támadás esetén. A kialakult viszály ennek ellenére, nem eszkalálódott, és Mladen meghagyta a podestát tisztségében, azonban a városra nagy bírságot rótt ki.  Matteo Zori ekkor kapcsolatokat keresett Mladen udvarának tagjaival, annak érdekében, hogy jobb viszonyt építsen ki urával. 1317-ben azonban Zori végül mégis kiszorult a pozíciójából, és egyes külső elemek, valamint a Mladen által támogatott Sebenico segítségével száműzetésbe kényszerült. 1318-ban Mladen újabb szankciókkal sújtotta a várost és Zori híveit.
Trau városa mellett, Mladen a horvát nemességgel is szembekerült. Apjától megörökölte a Jablanaccal kapcsolatos vitát, III. (Frangepán) Frigyes vegliai gróffal, bár ez nem jelentett semmilyen jelentős veszélyt.  Nagyobb fenyegetést jelentett uralmára 1316-1317 telén Nelipićek és a Kurjakovićok a lázadása, mely valószínűleg összefüggésben áll a szlavóniai Babonićok elleni konfliktussal.
Dragutin István halála után Mladen elfoglalta a mai Bosznia-Hercegovina északi, Usora és Soli nevű területeit. Ez a tett a szomszédos Raška megtorlását váltotta ki, amely Stonból támadta meg Šubić területeit. 1318-ban Mladen csatlakozott a címzetes latin császár és felesége unokatestvére Fülöp tarantói herceg keresztes hadjáratához Raška királya, Milutin ellen. Mladen zahumljei területeiről kiindulva megszállta Raškát, de a kezdetben sikeres előrenyomulásból a következő években vissza kellett vonulnia. Ezt követően öccsét, II. Györgyöt (aki Omiš hercege volt) a béketárgyalások során túszul kellett adnia a szembenálló félnek, akik megőrzésre Raguza városába szállították.
Mladen uralma nem volt népszerű a boszniai nemesség, különösen a volt boszniai bán Kotromanić István hívei körében. Ennek eredményeként Kotromanićot pártfogásába vette,  és házasságot hozott létre közte és Ortenburgi Meinhard egyik lánya között. Toleráns álláspontot képviselt Bosznia krstjanijával (a bosnyák egyház tagjaival) szemben is, ami összeütközésbe hozta őt a pápával. Később a boszniai helyzet helyreállítása és nyugalma érdekében Istvánt 1322-ben bosnyák bánná nevezte ki.

### Utolsó évei és bukása
1319-ben újabb lázadás tört ki Sebenico városában, a Šubić családhoz leghűségesebb városban. Ennek okai nem ismertek, de azt tudni lehet, hogy a polgárok közvetítést kértek Velencétől. A lázadást Mladen nagyon komolyan vette, mivel ez lehetőséget kínált Velence számára, hogy közvetlenül beavatkozzon Mladen ügyeibe, bár a lázadást már azelőtt leverték, hogy a velenceiek diplomáciailag felléphettek volna. Az élete elleni összeesküvés vádjával bebörtönözte a lázadó Ilija Kozát. Mladen bukása 1321/1322-ben Sebenico második felkelésével kezdődött, amelyhez hamarosan Trau is csatlakozott. Mladen először megtámadta és kifosztotta Sebenico környékét, majd magát a várost is ostrom alá vette. Megparancsolta, hogy Koza testvéreit vigyék a város elé, és szabad szemmel jól láthatóan végezzék ki őket. Ez a cselekmény azonban csak elmélyítette a konfliktust, és lázadásra késztette a horvát nemesség többi tagját, köztük öccsét, II. Pált, aki akkoriban Trau grófja volt. A városok lázadása támogatást kapott Velencétől, és 1322 márciusában Sebenico elfogadta a velencei uralmat, amely viszont flottát küldött, hogy megvédje a várost Mladen megtorlási kísérleteitől. II. Pál és Trau városa szövetséget kötött azzal a céllal, hogy leváltsák Mladent, és helyére Pált tegyék. Ennek ellenére Trau is elfogadta Velence fennhatóságát, kijelentve, hogy továbbra hűséges természetes urához I. Károlyhoz. Ez arra kényszerítette Mladent, hogy összehívja a horvát nemesség gyűlését, hogy támogatást szerezzen és enyhítse a feszültséget a dalmát városokkal. A próbálkozás nem járt sikerrel, mivel a gyűlés a többi nemes még nagyobb ellenállásával ért véget.
A konfliktus ürügyet adott Károly királynak, aki addigra megszüntette az oligarchák hatalmát Magyarországon, hogy visszaállítsa a királyi hatalmat Horvátországban is, mivel már régóta nézte rossz szemmel Mladen uralmát ezeken a területeken. A király Babonić János személyben új horvát bánt nevezett ki, majd vele együtt elindult, hogy megmérkőzzön Mladennel. Az első ütközet Sebenico környékén zajlott. Ebben Mladen csapatai vereséget szenvedtek, így dél felé kellett visszavonulnia. Trau, Sebenico és Velence seregei kifosztották Mladen székhelyét, Scardona városát. A második és egyben utolsó ütközet Bliznában, a Klisszai vár közelében zajlott. Mladen hadserege saját csapataiból, II. György bátyja csapataiból, valamint vlachokból és a Poljicai régió kisnemességéből állt. A szembenálló királyi sereget Babonić János vezette, kiegészülve a horvát nemesség seregével (köztük II. Šubić Pállal), valamint a traui és sebenicói katonasággal. A csata a bán vezette királyi sereg győzelmét eredményezte, és Mladen délebbre, Klissza várába kényszerítette.
Klisszában Mladen hírt kapott a király Kninbe érkezéséről, ami arra késztette, hogy öccsét, II. Györgyöt követségbe küldje tárgyalási szándékkal. I. Károly nagyon szívélyesen fogadta Györgyöt, és azt kérte, hogy Mladen személyesen menjen hozzá Kninbe. A király korábbi ígéretei ellenére azonban Mladent megérkezésekor bebörtönöztette, és Magyarországra vitte, ahol ismeretlen körülmények között fogságban élt. Lehetséges, hogy a lányát, Katalint is elvitték. Valószínűleg a király fogságában halt meg 1341 körül.
A király ezután Kotromanić II. Istvánnak adta Boszniát és Dalmáciát adta Cetinától Raguzáig. A Mladen egykori udvartartásához tartozó Nelipić Iván kihasználta az alkalmat, hogy elfoglalja Knint a királyi erőktől. II. Mladen veresége után a Šubić család nemcsak Boszniát veszítette el, hanem Horvátországban is örökre elvesztette korábbi befolyását. A Šubić család fejeként II. Mladent testvére, György, majd unokaöccse, Šubić III. Mladen követte, akik 1348-ig továbbra is uralkodtak Klissza, Scardona és Omiš felett.
Mladen kudarcának okaiként a történészek különböző okokat hoznak fel. Fő okként apjával ellentétben erőszakra való hajlamát és hiúságát említik, bár ezek nem voltak szokatlan tulajdonságok akkoriban egy uralkodónál. Ugyanakkor lovagi és szellemi erényeiért méltatták kortársai. Még a krónikás Miha Madijev nagyon negatív leírása is elismeri, hogy gyakran olvasta a Szentírást. Úgy tűnik, hogy személyes orvosát, Varignani Vilmost (később az orvostudomány professzora) inspirálta tudományos értekezések megírására.
A dalmát városok és néhány más alattvalója zsarnokként emlékezett rá. Döntőbírói hatalma teherré vált a dalmát városok számára, amelyek arisztokráciája és polgárai nagyobb teret igényeltek az önigazgatáshoz, ami Mladen uralma idején lehetetlen volt. A horvát nemesség is elégedetlen volt, mert nagyobb részt akart magának az uralomból. Mladen politikai és katonai kudarcai csak fokozták étvágyukat. Sorsa rokonszenvet váltott ki a horvát nemzeti ébredés vezetőiben, és a 19. században a knini várban két helyet is ideiglenes fogságának helyeként jelöltek meg.

## Fordítás
Ez a szócikk részben vagy egészben  a   Mladen II Šubić of Bribir című angol Wikipédia-szócikk ezen változatának fordításán alapul.  Az eredeti cikk szerkesztőit annak laptörténete sorolja fel. Ez a jelzés csupán a megfogalmazás eredetét és a szerzői jogokat jelzi, nem szolgál a cikkben szereplő információk forrásmegjelöléseként.